# Contarinia prosopidis
Contarinia prosopidis är en tvåvingeart som först beskrevs av Mani 1938.  Contarinia prosopidis ingår i släktet Contarinia och familjen gallmyggor. Inga underarter finns listade i Catalogue of Life.